# Dąb Powstańców
Dąb Powstańców – ponad 250-letni dąb szypułkowy rosnący na polanie Wystawa koło wsi Bieliny, na terenie Kampinoskiego Parku Narodowego (gmina Kampinos, województwo mazowieckie). Drzewo ma około 18 metrów wysokości i pień o obwodzie 420 cm. Od 1977 roku ma status pomnika przyrody.

## Historia
Według przekazu na jego gałęziach w okresie powstania styczniowego carscy Kozacy wieszali pojmanych powstańców z oddziału majora Walerego Remiszewskiego po bitwie pod Zaborowem Leśnym i starciu pod Górkami. 